# 手島精一記念研究賞
手島精一記念研究賞（てじませいいちきねんけんきゅうしょう）は、大学関係者ならびに大学院学生の研究を奨励するために、特に優れた研究業績を上げたものに対して贈られる賞。

## 概要
東京工業大学の前身である東京工業学校及び東京高等工業学校の校長として25年有余にわたり工業教育に精進した手島精一が大正6年（1917年）に老齢退官した際、氏の功績を永遠に記念するために当時の政界、財界、教育界の諸名士が発起人となって募金が行われた。その原資がもとで本賞は設けられた。
現在は大学関係者並びに大学院学生の研究を奨励するため、特に優れた研究業績を上げた者に対して本賞の授与が毎年一回行われている。
本賞には、研究論文賞、博士論文賞、留学生研究賞、発明賞、若手研究賞(藤野・中村賞) 賞、および著述賞がある。

## 応募対象
- 研究論文賞 (Seiichi Tejima Research Award)

論文内容の独創性、学術技術上の寄与と波及効果の点で特に優れた研究論文を執筆、発表した東京工業大学の教員又は教員のグループを対象とした賞。審査は学術雑誌に掲載された研究論文の内容に対して行われる。この賞は関係教員等の推薦を受けて応募した者の中から原則として3件以内を選考し、賞状のほかに副賞として10万円が贈られる。
- 博士論文賞 (Seiichi Tejima Doctoral Dissertation Award)

大学院指導教員等の推薦を受けて応募した者の中から論文内容の独創性と研究の発展性の点で特に優れた博士論文を作成した者を対象とした賞。この賞は原則として14名以内を選考し、賞状のほかに副賞として5万円が贈られる。
- 留学生研究賞 (Seiichi Tejima Overseas-Student Research Award)

特に優れた研究成果を上げた博士後期課程に在学す留学生又は修了若しくは単位取得し退学後2年以内の留学生を対象とした賞。審査は学術雑誌に掲載又は掲載可として受理された論文を審査の対象としている。この賞は大学院指導教員等の推薦 を受けて応募した者の中から原則として5名以内を選考し、賞状のほかに副賞として5万円が贈られる。
- 発明賞 (Seiichi Tejima Invention Award)

特に優れた発明を行った教員又は教員のグループを対象とした賞。この賞は関係教員等の推薦を受けて応募した者の中から原則として5件以内を選考し、賞状のほかに副賞として10万円が贈られる。また、当該発明のうち極めて優れたもので、それが科学技術の進歩に大きな貢献をされるものと認められたもの1件については、賞状のほかに副賞として10万円を贈られる。
- 若手研究賞(藤野・中村賞) (Fujino-Nakamura Young Researcher Award)

広義な科学分野で特に優れた研究成果を上げた45歳以下の研究者を対象とした賞。この賞は優れた研究論文を発表し関係教員の推薦を受けて応募した者の中から原則として2名を選考し、賞状のほかに副賞として10万円が贈られる。
なお、本賞は、平成27年度まで募集していた藤野志郎賞及び中村健二郎賞の応募条件が似 通っていたことから、より多くの応募から優れた研究業績をあげた候補者を選出することを 目的として見直しを行い、平成28年度より両賞を統一し、若手研究賞（藤野・中村賞）としたもの。
- 著述賞（Seiichi Tejima Book Award）

特に優れた著書を著述した教員又は教員のグループを対象とした賞。審査は、過去3年度以内に出版された著書の内容に対して行われます。関係教員の推薦を受けて応募した者の中から原則として3件以内を選考し、賞状のほかに副賞として10万円を贈られる。

## 受賞者
- 小坂田耕太郎 - 研究論文賞（2010年）・東京工業大学名誉教授